# 데니스 핌플
데니스 핌플(Dennis Fimple, 1940년 11월 11일 ~ 2002년 8월 23일)은 미국의 배우, 텔레비전 배우이다.

## 영화
- 살인마 가족 (2003년)
- 에어리어 52 (2001년)
- 버그 버스터 (1998년)
- 잠망경을 올려라 (1996년)
- 매버릭 (1994년)
- 데스 폴스 (1991년)
- 마이 히어로스 해브 올에이스 빈 카우보이스 (1991년)
- 빼앗긴 이름 (1989년)
- 사각의 링 (1986년)
- 위험한 유혹 (1984년)
- 더 폴 가이 (1981년)
- 뿌리 - 그 다음 세대 (1979년)
- 더 샤도우 오브 치카라 (1977년)
- 검은 호수의 창조물 (1976년)
- 스테이 헝그리 (1976년)
- 킹콩 (1976년) - 선피쉬 역
- 특수기동대 (1975년)
- 애플 덤플링 갱 (1975년)
- 트럭 스톱 우먼 (1974년)